# SESC 24 de Maio
O SESC 24 de Maio é uma unidade cultural do Serviço Social do Comércio na cidade de São Paulo, inaugurado em 19 de agosto de 2017.
O prédio de 13 andares tem áreas de exposição, um teatro com 245 lugares e uma piscina no terraço de 500 metros quadrados, além de outras áreas.

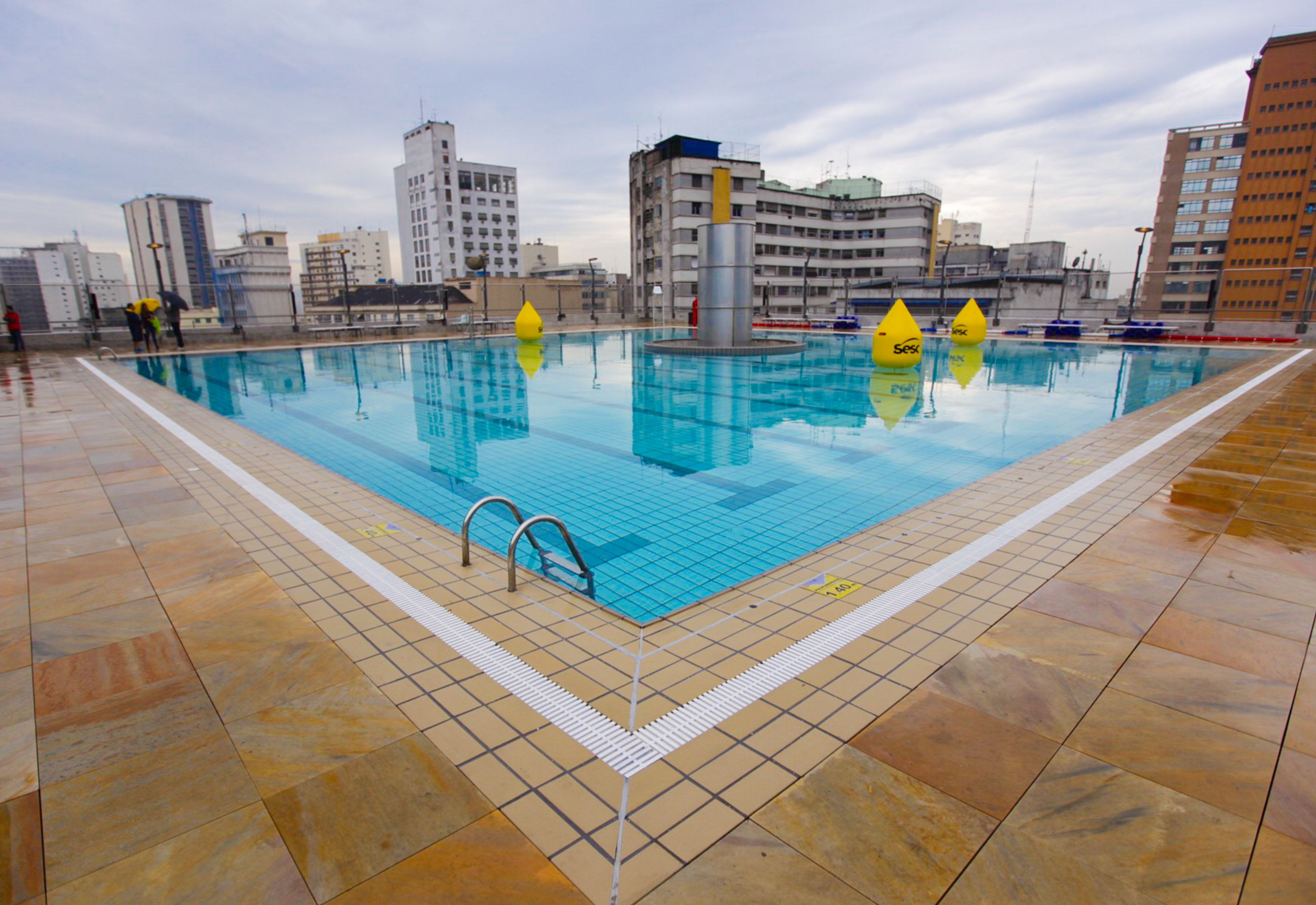
Piscina na cobertura do SESC 24 de Maio

Sua inauguração contou com peça de Fernanda Montenegro lendo textos de Nelson Rodrigues.

## Edifício
Esta unidade do SESC é considerada emblemática por conta de sua arquitetura, uma intervenção com características contemporâneas alinhadas ao entorno de construções históricas do Centro de São Paulo. Paulo Mendes da Rocha foi um dos arquitetos. O projeto foi considerado um marco da revitalização da área central paulistana.